# Dê Boer

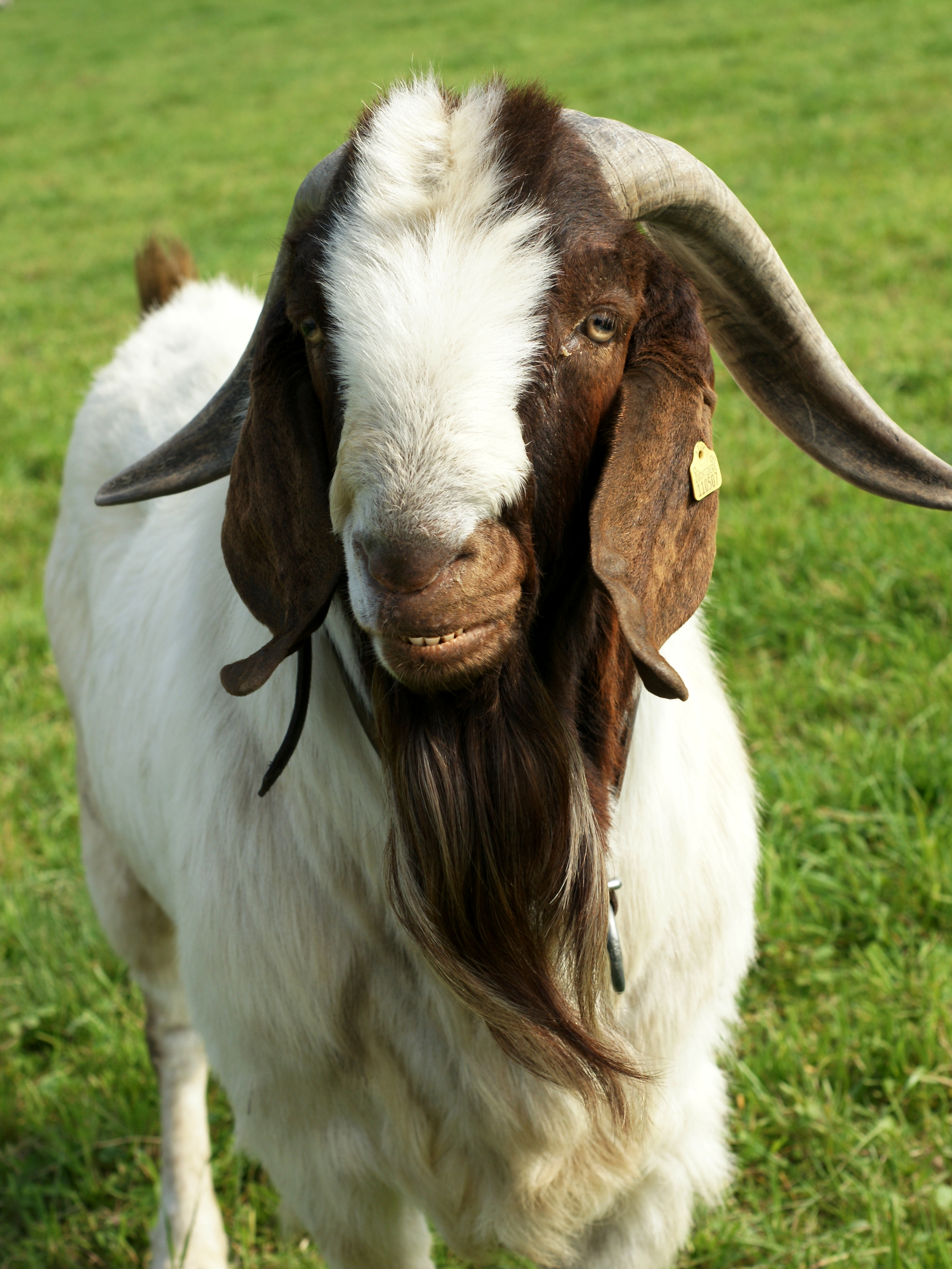
Một con dê Nam Phi

Dê Nam Phi  hay còn gọi là dê Boer một giống dê có nguồn gốc ở Nam Phi với đặc điểm nổi bật là lớn rất nhanh và cho sản lượng thịt nhiều hơn các loại dê thông thường và thịt chứa nhiều chất béo. Một con dê Boer trưởng thành cân nặng khoảng 100 kg và có thể cung cấp hơn 40 kg thịt dê. thậm chí có thể đạt cân nặng 240 pounds (109 kg).

## Đặc điểm
Giống dê này có hai sắc lông đen trắng trên mình, có màu lông nâu, có vòng trắng quanh cổ. Lông đen phủ hết trọn phần cổ, lưng, hai bên hông và phần trên đuôi. Còn lông trắng ở mặt dưới của tai, ở hai sọc trên mặt chạy song song từ đầu đến mũi, phần bụng, và bốn khuỷu chân trở xuống. Với sắc lông này trông con dê giống con bò Hà Lan. Boer là con vật thuần tính, dẻo dai, có khả năng phát triển trong những điều kiện khí hậu khác nhau, tính kháng bệnh tốt và ăn tạp, thích chăn thả. Nuôi chăn thả trên đồng cỏ nghèo, khô hạn vẫn phát triển tốt.
Trọng lượng con cái trưởng thành nặng từ 90–100 kg/con, con đực 100–160 kg/con. Dê Boer có cơ bắp rất đầy đặn, nhất là phần ngực, đùi, sinh trưởng nhanh dê cho nhiều sữa, nhưng đa số đều có chu kỳ sữa ngắn ngày. Do đó, nhiều người cho giống dê này lai với dê Bách Thảo để năng suất sữa được cao hơn và chu kỳ sữa được dài hơn. Chúng có thân màu trắng có vành nâu đỏ hoặc đen quanh cổ, hoặc màu đỏ (Boer Đỏ). Trọng lượng lúc trưởng thành dê đực từ 80 – 100 kg, dê cái từ 70 – 80 kg. Tăng trưởng bình quân từ 150 - 200 gr/con/ ngày. Chất lượng thịt tốt, đây là loại thịt dày, cholesterol thấp, protêin cao, thịt mềm, thơm.
Dê Boer tăng trưởng nhanh, chúng dễ nuôi, mắn đẻ, nuôi con giỏi. Chúng động đực đầu tiên từ 5-7 tháng tuổi. Tuổi phối giống lần đầu thì dê cái được 15 tháng tuổi đạt trọng lượng từ 30–40 kg, dê đực 45–60 kg. Chu kì động đực từ 18-21 ngày. Thời gian mang thai từ 145-155 ngày. Dê cái đẻ lần đầu thường là một con, lần 2,3 có thể là 2-3 con/lần đẻ (15 - 20% đàn). Trọng lượng sơ sinh từ 2-3,5 kg. Bình quân 1 dê được quản lý phối giống 25-30 cái.
Chúng là giống ăn tạp, dễ nuôi, khả năng kháng bệnh cao sinh sản nhanh. Bên cạnh đặc tính dễ dãi trong ăn uống và thuận lợi trong dọn dẹp vệ sinh chuồng trại, thì chúng còn là con vật dễ nhân đàn. Chúng là con vật dễ nuôi, chuồng trại đơn giản nên mô hình này phù hợp với những hộ ít vốn. Chúng ít bị ốm sức đề kháng cao chăn thả tự kiếm cỏ ngoài đồng không cần thức ăn tinh bổ sung nên chăn nuôi không vất vả và tốn kém, tuy vậy chúng cũng khá nhạy cảm, dễ bị bệnh, nên khi nuôi cũng cần phải thường xuyên quét dọn chuồng trại, phát hiện, cách ly và chữa trị kịp thời những con dê bị bệnh để tránh lây nhiễm, gây thiệt hại cho cả đàn.
Chúng ăn thức ăn chủ yếu từ cây cỏ tự nhiên. Thức ăn cho chúng rất đa dạng gồm các loại cây bụi, cỏ trồng, cỏ mọc tự nhiên, các loại lá cây như so đũa, mít, chuối, sầu đâu, keo dậu, dâm bụt, phế phẩm nông nghiệp như rơm, thân cây ngô, ngọn mía, dây đậu, các loại củ quả như khoai lang, bí đỏ, chuối, thức ăn tinh, thức ăn khoáng. Thức ăn thô xanh thường chiếm khoảng 55 – 70% khẩu phần ăn của dê. Bên cạnh đó còn có các loại lá gòn, mít, cỏ, rau lan.

## Chăn nuôi

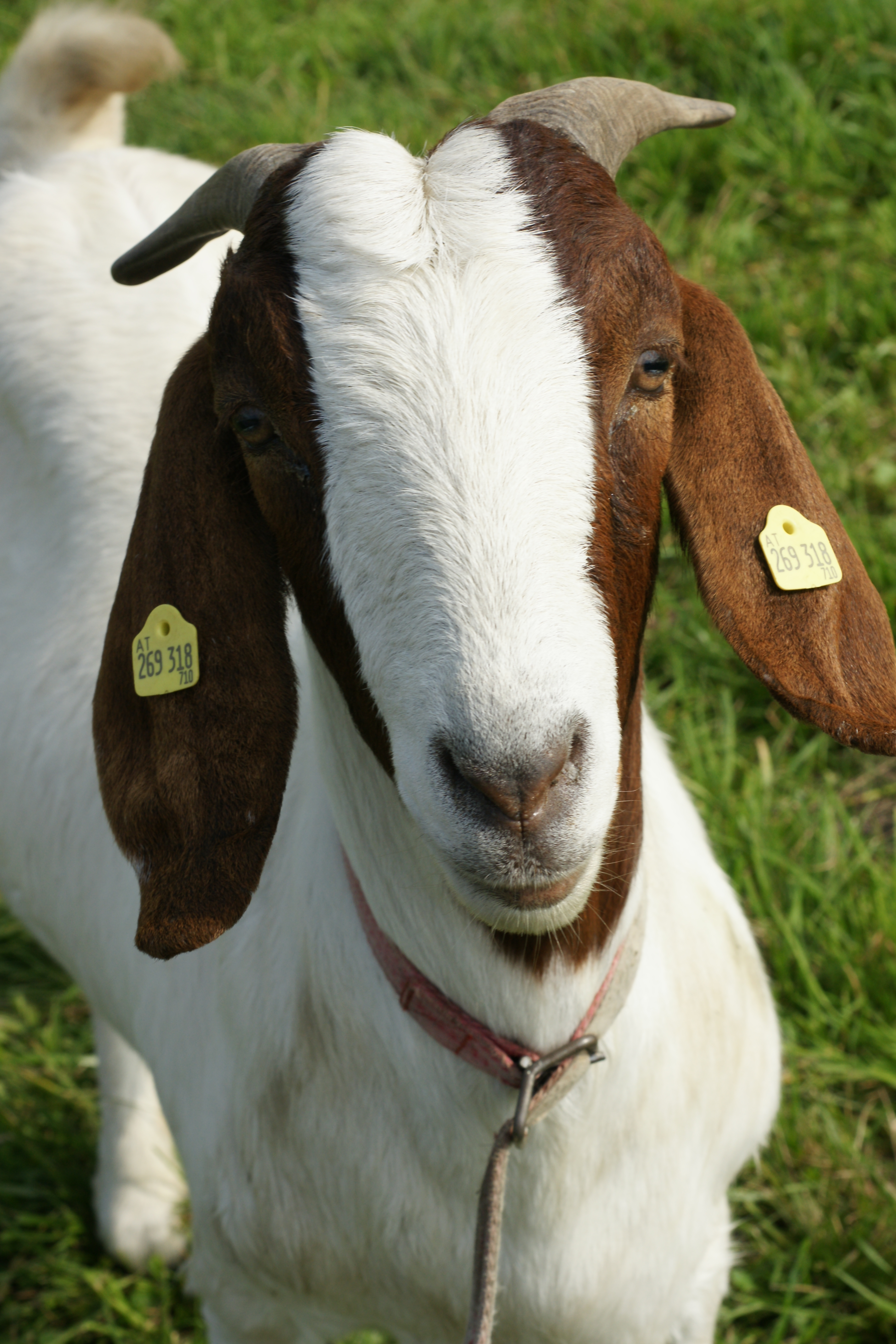
Một con dê Boer

Thức ăn cho chúng phải khô ráo, không hôi mốc, sạch không lẫn đất cát; phải để nước sạch trong chuồng để dê uống khi khát. Có thể nuôi theo 3 kiểu: chăn dắt (quảng canh), cột buộc ở khu vực quanh nhà, đồi gò hoặc nuôi nhốt kết hợp với chăn thả (bán thâm canh) và nuôi nhốt cố định tại chuồng (thâm canh).
Việc áp dụng kỹ thuật vào chăn nuôi rất quan trọng. Người nuôi dê phải biết áp dụng kỹ thuật từ khâu làm chuồng trại cho đến việc theo dõi, quản lý đàn dê. Vì là loại động vật không ưa độ ẩm cao nên chuồng trại cho dê cần phải đảm bảo sạch sẽ, thông thoáng, tránh nắng nóng và ẩm ướt. Khi làm chuồng, tùy theo đặc điểm từng vùng, từng nhà cụ thể mà xác định vị trí và hướng chuồng thích hợp để tận dụng yếu tố thuận lợi và hạn chế tối đa các yếu tố bất lợi của thời tiết đối với dê.
Cần tránh cho dê giao phối đồng chủng để bảo đảm năng suất, chất lượng con giống. Khi dê đực con nuôi thời gian khoảng 4 tháng tuổi ra nuôi riêng với dê cái. Đối với dê cái phối giống lần đầu ở thời điểm nuôi từ 7 – 8 tháng tuổi. Không dùng dê đực giống là bố, dê cái là con hoặc cháu, đực giống là anh, dê cái là em cho phối giống với nhau để tránh hiện tượng trùng huyết. Trong thời gian dê có chửa tránh dồn đuổi, đánh đập và không nhốt chung với dê đực để tránh bị dê đực nhảy, dễ sảy thai.
Đối với dê chửa lần đầu cần xoa bóp nhẹ đầu vú để kích thích tuyến sữa phát triển, kích thích tuyến sữa phát triển và tập cho dê quen dần với việc vắt sữa sau này. Đối với dê cái đã đẻ nhiều lứa, đang cho con bú hoặc đang vắt sữa cho dê bằng cách giảm dần số lần cho con bú hoặc vắt sữa từ một lần. Để đảm bảo cho đàn dê cho năng suất sữa cao thì chế độ dinh dưỡng phải đảm bảo hơn, khẩu phần giàu chất dinh dưỡng hơn. Chế độ nuôi dưỡng tốt phải đảm bảo cho dê mẹ phát triển bình thường khi có chửa, cho nhiều sữa trong thời kỳ cho sữa. Thừa thức ăn tinh hỗn hợp thì không chỉ chất lượng sữa giảm, chi phí thức ăn tăng. Chế độ nuôi dưỡng dê sữa phải căn cứ vào nhu cầu dinh dưỡng.

## Các bệnh

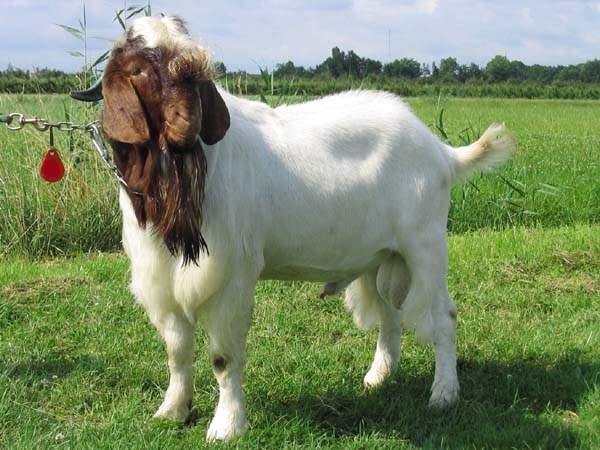

Do dê ăn khẩu phần thiếu hay mất cân bằng calci và phosphor trong thời gian dài nên bị hội chứng rối loạn thần kinh, gây ra bệnh sốt sữa (Milk fever). Bệnh này thường xảy ra trong giai đoạn dê đang tiết sữa hoặc cạn sữa thời gian mà dê cần rất nhiều calci và phosphor so với bình thường, song không được đáp ứng đủ, do đó dê phải sử dụng nguồn calci từ máu. Khi lượng calci trong máu giảm dưới 6 mg/100ml thì dê bị rối loạn thần kinh. Dê sữa có năng suất cao thường bị bệnh này. Lúc đầu dê giảm ăn, suy nhược cơ thể, đi đứng khó khăn, sau đó dựa vào tường rồi nằm nghiêng một bên, co giật và tê liệt, không đứng dậy được. Thân nhiệt hạ xuống khoảng 38 độ C, mạch đập nhanh hơn bình thường. Không điều trị kịp thời, dê có thể tử vong.
Bệnh ỉa chảy do vi trùng hoặc thức ăn, nước uống bẩn, lạnh, thiu, mốc. Dê bị bệnh phân nát đến lỏng. Khi dê ỉa chảy, nên để nước uống và tảng liếm thường xuyên trong cũi lồng chuồng. Ỉa chảy làm cho cơ thể mất nước, mất dịch thể và khoáng nghiêm trọng. Nếu ỉa chảy nặng và kéo dài (vài ngày) phải cung cấp dung dịch chống mất nước. Nếu không can thiệp, dê sẽ mất nước, mất cân bằng điện giải trong cơ thể, dê trở nên yếu và có thể bị chết. Bệnh chướng bụng đầy hơi do thức ăn thiu, mốc hoặc quá giàu đạm và thay đổi đột ngột. Dê bệnh thành bụng bên trái căng, chướng to, gõ tiếng bùm bụp, con vật khó thở sùi bọt mép.

## Lai tạo
Là giống dê chuyên thịt có nguồn gốc Nam Phi, lần đầu tiên nhập vào Úc trong những năm 80, Boer lại là Boer thuần lai với dê bụi của Úc. Ở Việt Nam, Giống dê này được nuôi từng bầy đàn lớn ở Ninh Thuận và nhiều tỉnh dọc các tỉnh duyên hải miền trung, nên còn gọi chúng bằng một tên khác là dê Phan Rang. Ở Việt Nam có giống lai giữa dê Boer với dê Bách Thảo. Dê lai F1 tạo ra bằng cách cho đực giống phối trực tiếp với dê cái, theo sơ đồ:
- Boer (OO) x Bách thảo (BB) = F1 OB
- Bách thảo x Bách thảo (BB) = BB

Nhóm dê lai OB có 92,50% số con có màu sắc lông hoàn toàn giống bố tức là phần thân có màu lông trắng, phần đầu và cổ có màu lông nâu hoặc đen; 7,00% có màu sắc lông giống màu lông của mẹ và 0,50% còn lại có màu lang trắng đen không giống bố, mẹ. Giống Bách thảo có 100% số con sinh ra cùng thời gian với dê lai OB có màu sắc lông hoàn toàn giống bố mẹ (màu lông đen, mặt có sọc trắng và dưới bụng có màu lông trắng…).